# Плоть і кров (фільм, 1922)
«Плоть і кров» (англ. Flesh and Blood) — американська драма режисера Ірвінга Каммінгса 1922 року.

## Сюжет
Засуджений в китайському кварталі переодягається в каліку розшукати бізнесмена, щоб вислідити бізнесмена, який підставив його 15 років тому. Він виявляє, що його дочка закохалася в сина бізнесмена.

## У ролях
- Лон Чейні — Девід Вебстер
- Едіт Робертс — леді Ангел
- Ной Бірі — Лі Фанг
- Девітт Дженнінгс — детектив Дойл
- Ральф Льюїс — Флетчер Бертон
- Джек Мулголл — Тед Бартон
- Того Ямамото — принц
- Кейт Прайс — власниця готелю
- Вілфред Лукас — поліцейський